# Homoneura immaculata
Homoneura immaculata är en tvåvingeart som först beskrevs av Meijere 1910.  Homoneura immaculata ingår i släktet Homoneura och familjen lövflugor. Inga underarter finns listade i Catalogue of Life.